# Solbacken, Malmö
Solbacken är ett bostadsområde i Västra Innerstaden, Malmö. 
Området ligger mellan John Ericssons väg, Lorensborgsvägen, Stadiongatan och Bellevuevägen. 
Solbacken är kanske Malmös mest centralt belägna villa- och radhusområde. Längs Bellevuevägen och de närliggande kvarteren finns flera större sekelskiftsvillor i jugend. Inne i området längs Marieholmsvägen och anslutande tvärgator finns ett antal välbevarade egnahemsvillor. Vid Långåkersvägen finns en väl sammanhållen rad med funkisvillor.
Längs John Ericssons väg finns även flerfamiljhus och kontorsfastigheter, de så kallade ABC-husen. Vid Stadiongatan finns kontor och Jehovas vittnens rikets sal.
Området hette förr Vångkarlevången. Här bodde vångkarlen, som hade till uppgift att ta hand om den boskap som tillhörde stadens invånare.

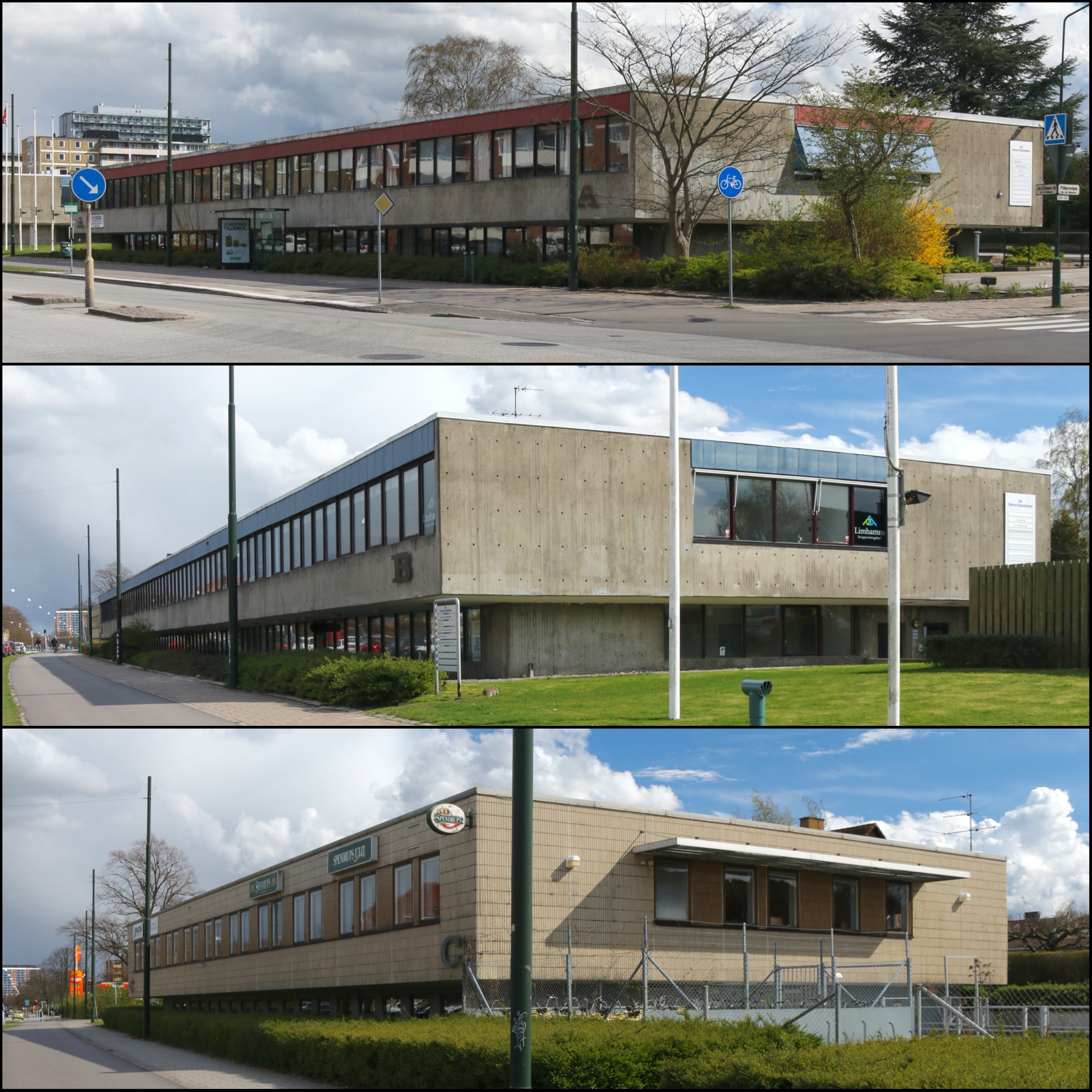
ABC-husen